# En börsbubblas mörka skugga
En börsbubblas mörka skugga är en fransk dokumentär från 2009 om den stora börskraschen på Wall Street 1929 och dess konsekvenser. I dokumentären berättar en rad framstående ekonomer och historiker om sin syn 1920-talet, kraschen och åren därefter. Dokumentären är uppdelad i två delar.

## Medverkande
- Maury Klein
- Joseph Stiglitz
- Jeff Madrick

### Webbkällor
- En börsbubblas mörka skugga på Internet Movie Database (engelska)